# Grand Monarque
Pour l’article homonyme, voir Grand monarque (papillon).
Le Grand Monarque est un personnage prophétique issu de croyances populaires eschatologiques basées principalement sur des révélations privées catholiques et sur des prophéties plus précoces comme celle de Saint Rémi. Bien qu'il ne soit pas reconnu dans l'eschatologie chrétienne, l'Église catholique ne s'est jamais opposée à la publication d'ouvrages vulgarisant l'espérance dans le Grand Monarque. Certains ecclésiastiques l'ont même encouragé. Le « Grand Monarque » serait un héritier des rois de France (tout comme le Roi dormant pour l'Allemagne) qui se manifesterait au cours de la période apocalyptique de la fin des temps pour ramener la paix dans un monde déchiré par la guerre, restaurer l'Église catholique persécutée et réduite presque à néant, et enfin rétablir une monarchie catholique dans une Chrétienté réunie et étendue au monde entier.
Après une présence très importante dans la littérature prophétique populaire comme le Mirabilis liber, la croyance dans le Grand Monarque a pris son essor dans les révélations privées, d'une part après le traumatisme de la défaite de 1870, mais surtout après la mort du « comte de Chambord » en 1883. Elle s'appuie, à partir de cette époque, à la fois sur des prophéties non reconnues par l'Église catholique (extases de Marie-Julie Jahenny, mystique bretonne) et sur des interprétations de prophéties ou de messages donnés lors d'apparitions mariales reconnues par le Saint-Siège (secrets de La Salette, et le message à Louis XIV de Marguerite-Marie Alacoque).
L'ensemble de ces croyances a été compilé par le marquis de la Franquerie dans son livre La mission divine de la France.

## Nostradamus (1503-1566)
Dans ses Centuries, Nostradamus évoque à plusieurs reprises un personnage qu'il appelle le Grand Chyren. Chyren, le plus souvent tenu pour anagramme d'Henryc (forme provençale d'Henry), désigne selon certains commentateurs le roi Henri II de son époque, mais selon d'autres commentateurs un futur roi[réf. souhaitée]. Selon ces derniers commentateurs, l'Epître à Henry Roy de France Second, compte tenu de sa longue portée temporelle, s'adresserait à ce même futur roi. Les allusions de Nostradamus au Grand Monarque pourraient avoir été empruntées au Mirabilis Liber, mais le nom même de Henri ou Chyren n'apparaît pas dans le Mirabilis Liber.

## Prophéties contemporaines

### Jérôme Botin
Jérôme Botin, un religieux du début du XVe siècle, aurait prédit de grands événements tels que la Réforme protestante et la Révolution française avant de prophétiser, pour le XIXe siècle, le règne d'« un enfant du sang du roi que donneront les gens d'Artois [et qui] gouvernera avec prudence et honneur la France ». Vraisemblablement apocryphe, cette prophétie semble avoir été forgée dans les milieux contre-révolutionnaires à la fin du XVIIIe siècle.

### Vénérable Barthélémy Holzhauser (1613-1658)
Le vénérable Barthélémy Holzhauser est un prêtre bavarois, célèbre pour ses prophéties relatives à l'histoire de l'Église et du monde.

### Abbé Souffrant
Curé de Maumusson (1755-1828), petite bourgade proche de Nantes (en Bretagne, dans le département de Loire-Inférieure, la Loire Atlantique actuelle), durant la Révolution et l’Empire, cet ecclésiastique prophétisa le retour de la Royauté en France, dont il défendait l'ordre politique, par un descendant des Rois de France : 

« Après une nouvelle République, vous verrez trois partis en France ; deux mauvais et un bon. Les deux premiers feront beaucoup de mal dans Paris, et dans le Nord et le midi de la France. Ensuite paraîtra le Grand Monarque ramené par le Saint Pontife et un prince du nord qui se convertira. La venue du Grand Monarque sera très proche lorsque le nombre des légitimistes restés vraiment fidèles sera tellement petit, qu’à vrai dire, on les comptera. Un général, petit noble de la Loire Inférieure, jouera un rôle important pour le rétablissement du Grand Monarque ; il le ramènera. Dans ces évènements, les bons n’auront rien à faire, car ce sont les républicains qui se dévoreront entre eux… Le Grand Monarque est de la branche aînée des Bourbons et il est issu d’un rameau coupé. »

— Prophéties de l'Abbé Souffrant visibles dans "Le livre des prophéties ou Recueil des prophéties les plus curieuses connues jusqu'à ce jour et particulièrement ayant rapport aux temps actuels..." (p. 53 à 56) librairie générale de l'Ouest (Rennes) 1870, visible sur https://gallica.bnf.fr (domaine public)

### Religieuse de Belley
La religieuse a fait des prédictions sur le grand Monarque (de 1830 à 1870).

### Marie-Julie Jahenny
Marie-Julie Jahenny est née à Blain, près de Nantes, le 12 février 1850 et s'y est éteinte le 4 mars 1941. Son don de prophétie aurait commencé à se manifester en 1874, date à laquelle remonte la première transcription en français. À plusieurs reprises « la mystique sans doute la plus prolixe sur ce thème » – selon Paul Airiau – annonce la montée du « Grand Monarque » sur le trône de France, un roi du nom d'Henri V de la Croix (que les fidèles de la mystique assimilent à Henri d'Artois, comte de Chambord, dernier prétendant légitime au trône de France). Ces prophéties, faites en patois gallo, sont traduites en français et transcrites par deux clercs des environs de La Fraudais, Adolphe et Auguste Charbonnier, membres de l'association Les Amis de la Croix, créée dès 1873 pour promouvoir et soutenir financièrement la mystique. Des membres de cette association lui servent de directeur, d'assistant particulier et de secrétaire. Le clergé, que ce soit à Blain ou à Nantes, n'accorde aucune foi à ces prophéties, estimant que les soutiens de la prophétesse essaient de faire passer leurs messages politiques par l'intermédiaire de celle-ci. Dans la rubrique qu'il consacre à Marie-Julie dans le Dictionnaire du monde religieux dans la France contemporaine (1990), Jean Guéhenneuc note que « les révélations sont assez vagues pour susciter des interprétations diversement orientées. ».

## Ouvrages sur le Grand Monarque
- Mirabilis Liber, 1522
- Morin, Michel & Perrot, Chris, Le retour du Lys, Éditions du Trécarré, Saint-Laurent, 1985 ISBN...
- Marquis André de La Franquerie de la Tour, André Lesage, La mission divine de la France..., Paris, 1926
- Madrolle, Antoine, Le grand prophète et le grand roi..., Carnier Frères, Paris, 1851
- S.N., Le roi des lys: Étude prophétique sur le grand monarque, Victor Palmé, Paris, 1871
- Moult, Th.-J., Le Monarque fort, son avènement, événements qui doivent le précéder, prophéties de Barthélemy Holtzhauser (1646), Joseph-Thomas Moult (1268), Pierre Turel (1542), M. Lenormand (1843), Alençon, 1873
- Muraise, Eric, Histoire et légende du grand monarque, Albin Michel, Paris, 1975  (ISBN 2253020524)
- Marquis de la Franquerie de la Tour, André Lesage, Le Saint Pape et le grand monarque d'après les prophéties, Éditions de Chiré, Chiré-en-Montreuil, 1980 ISBN...
- Morin, Michel & Perrot, Chris, Le retour du Lys, Éditions du Trécarré, Saint-Laurent, 1985 ISBN...
- Poulin, Maurice, Le grand monarque messager du verseau, Louise Courtea, Montréal, 1985
- Garat, Anne-Marie, Le monarque égaré, Flammarion..., 1989  (ISBN 9782080663955)
- Vacinny, Raphaël, La révélation du grand monarque, Source de vie..., 1994  (ISBN 9782950769213)
- Morin, Michel, Le grand monarque selon les prophéties, Louise Courteau, Saint-Zénon, 1999  (ISBN 9782892391848)
- Otto, Helen Tzima, The Great Monarch and WWIII in Orthodox, Roman Catholic, and Scriptural Prophecies, The Verenikia Press, Rock Hill, 2000  (ISBN 1891663011)
- Gautier..., Le grand monarque et l'antéchrist: Le secret de Rennes-le-Château, Godefroy de Bouillon..., 2001  (ISBN 9782841911257)